# Arriero

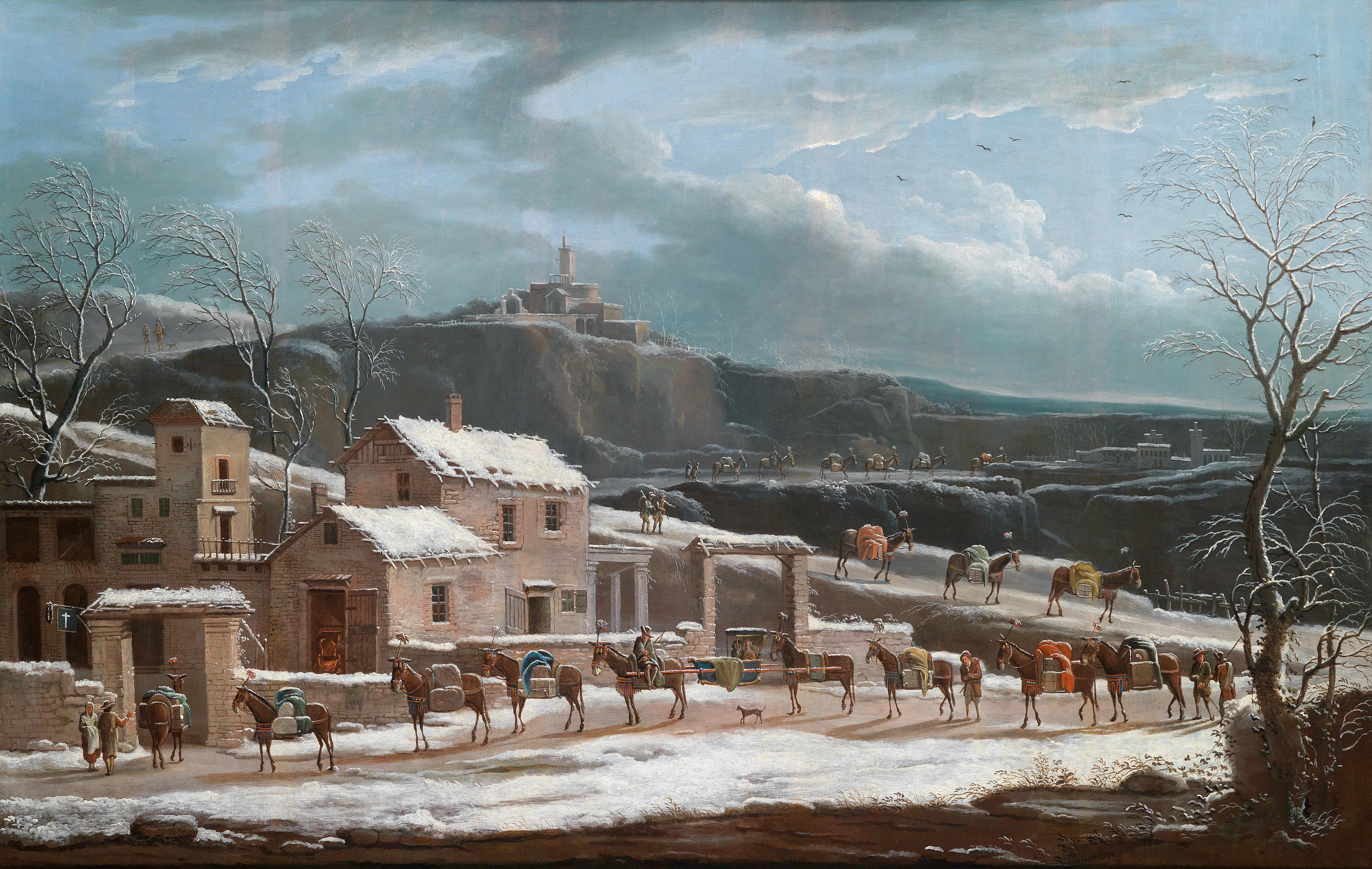
Larga caravana de arrieros a las puertas de una venta, en una pintura atribuida a César van Loo (ca. 1821).

Un arriero, mulero, acemilero o carretero es la persona que tiene como oficio el transporte de mercancías en recuas de bestias de carga. En la península ibérica ha tenido una tradición de casi diez siglos. Por su importancia como institución comercial destaca la arriería maragata en España, así como en Hispanoamérica los gremios y comunidades arrieras por su incidencia social.

## Etimología y origen

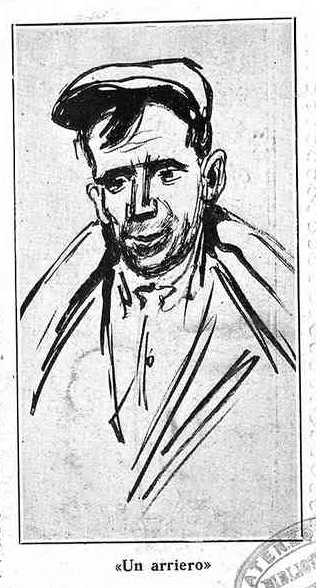
«Un arriero» por Sancha (La Esfera, 1923)

Etimológicamente, el término arriero proviene del verbo arrear, que significa «estimular a las bestias para que echen a andar, para que sigan caminando o para que aviven el paso»; uso que, a su vez, produjo al parecer el grito o voz interjectiva 'arre' o 'arrie', pronunciada para mandar a las caballerías. De todo ello, la Real Academia Española concluye que arriero es el que trabaja o «trajina con bestias de carga». El reflejo del verbo trajinar en esa definición oficial tiene su más expresa tradición en los gremios de trajineros y carreteros en Cataluña, Valencia y otras zonas de España, en tanto que en Castilla estaban vinculados por el Consejo al gremio de esparteros desde comienzos del siglo xviii, y en su conjunto, a los oficios de carreteros y ‘cabañiles’ (dependientes de la Cabaña Real de Carreteros creada a finales del siglo xv), así como al pastoreo y la Mesta.
De todo ello se deduce que el gremio de arriería tuvo su origen en la península ibérica asociado al transporte de carreteros y muleros. Más allá de posibles precedentes en el periodo de la romanización y la posterior ocupación musulmana, a finales de la Edad Media se documentan ya privilegios y leyes generales para estos oficios en el origen del transporte comercial. También se ha documentado la especial presencia de los moriscos en la raíz y organización de los arrieros y su oficio. Asimismo, son bien conocidas las reglamentaciones de los Reyes Católicos dentro del capítulo de intendencia de sus campañas bélicas, y como posterior fomento del comercio y del transporte, concediendo a los carreteros importantes privilegios y un estatuto legal.

## En España

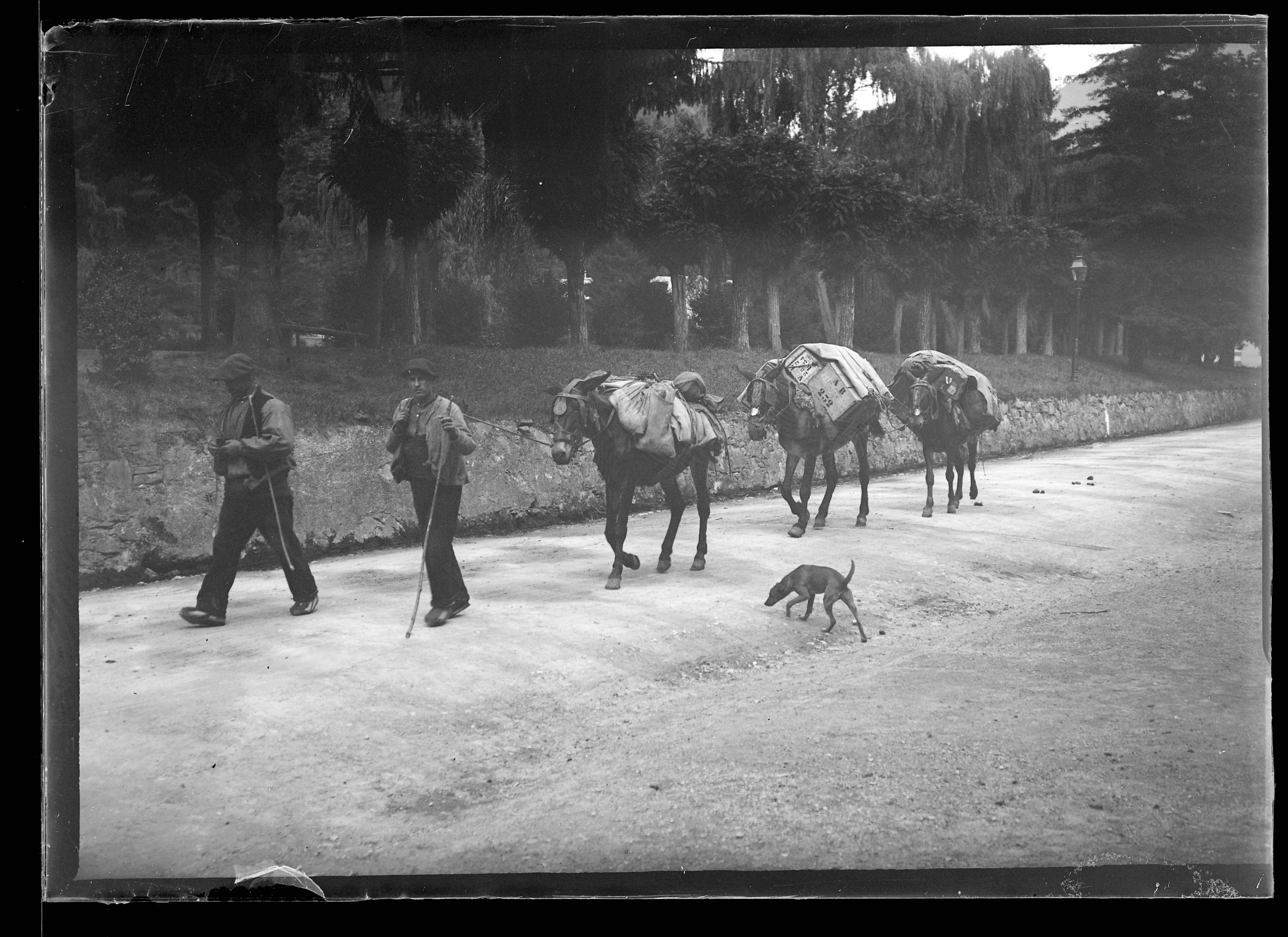
Arrieros españoles a comienzos del siglo veinte.

En la descripción general del oficio del arriero español (también llamado mulero, trajinero, acemilero, carretero e incluso yuntero), se habla de un hombre que conduce una harria o recua de mulas, a veces mezcladas con otros animales de carga pero siempre identificados por su propio nombre. Mediano jinete y primitivo veterinario, puede tener además conocimientos de talabartería
Una vez en el camino, la recua de mulas marcha en cordón (atadas una tras la otra) siendo la que va en cabeza, llamada liviana, la más lista, dócil y con experiencia. También es la mejor ataviada y provista de cascabeles y cencerros que sirven de guía al resto del cordón.

### Los arreos (conjunto de aparejos)
El etnógrafo Valeriano Heras, enumera los componentes principales del equipo del arriero, distinguiendo en el «hato o hierro»:
- Albarda, especie de manta o lienzo de lona rellena con paja de centeno en su interior, que cubre el lomo de la caballería.
- Rasqueta, cepillo de hierro con mango o asa de madera, provisto de dientes menudos y romos, para estrillar o limpiar el pelo de las caballerías.
- Atajarre o correa para ceñir los cuartos traseros de la mula y recoger su cola (evitando así que la albarda se mueva hacia delante.
- Boqueras o tiras de cuerda trenzada o cuero para gobernar la caballería sujetando la cabeza del animal.
- Cincha o correa de cuero.
- Garabato, soporte hecho de varillas de madera y luego metálicas, que se pone sobre la caballería (se utiliza para cargar corcho y leña).
- Jalma (o «jarma») y sobrejalma almohadilla y manta que la cubre.
- Jáquima, complemento de la boquera, especie de cabezada de cordel con anteojeras.
- Ramal para guiar al animal, o soga de unos dos metros de longitud que va atada a la boquera.

### Arrieros maragatos
El origen de la arriería en la Maragatería vino determinado o fue provocado por la escasa productividad de esa comarca española y el talante comercial de sus pobladores. Premisas que asociadas a su situación estratégica entre la Galicia y Asturias, al norte, y la Meseta castellana al sur, convertirían al arriero maragato en una figura determinante en el transporte comercial español anterior al establecimiento del ferrocarril en la Península, es decir desde el siglo xvi al inicio del xx.
Desde un primer momento, el grueso de su carga fue el pescado de las costas gallegas, aunque su probada honradez y experiencia comercial llegó a convertirles en el transporte de delicadas mercancías como dinero e incluso oro. Así los describía Richard Ford en el relato de sus viajes por España en la primera mitad del siglo xix:

...su honradez y su laboriosidad son proverbiales. Son gente formal, seria, poco expresiva, positivista y muy comerciantes. Cobran caro, pero su honradez compensa este defecto, pues puede confiárseles oro molido. Son los que hacen todo el tráfico entre Galicia y las dos Castillas, y por rara excepción llegan a las provincias del Mediodía o Levante.
Richard Ford (1844)

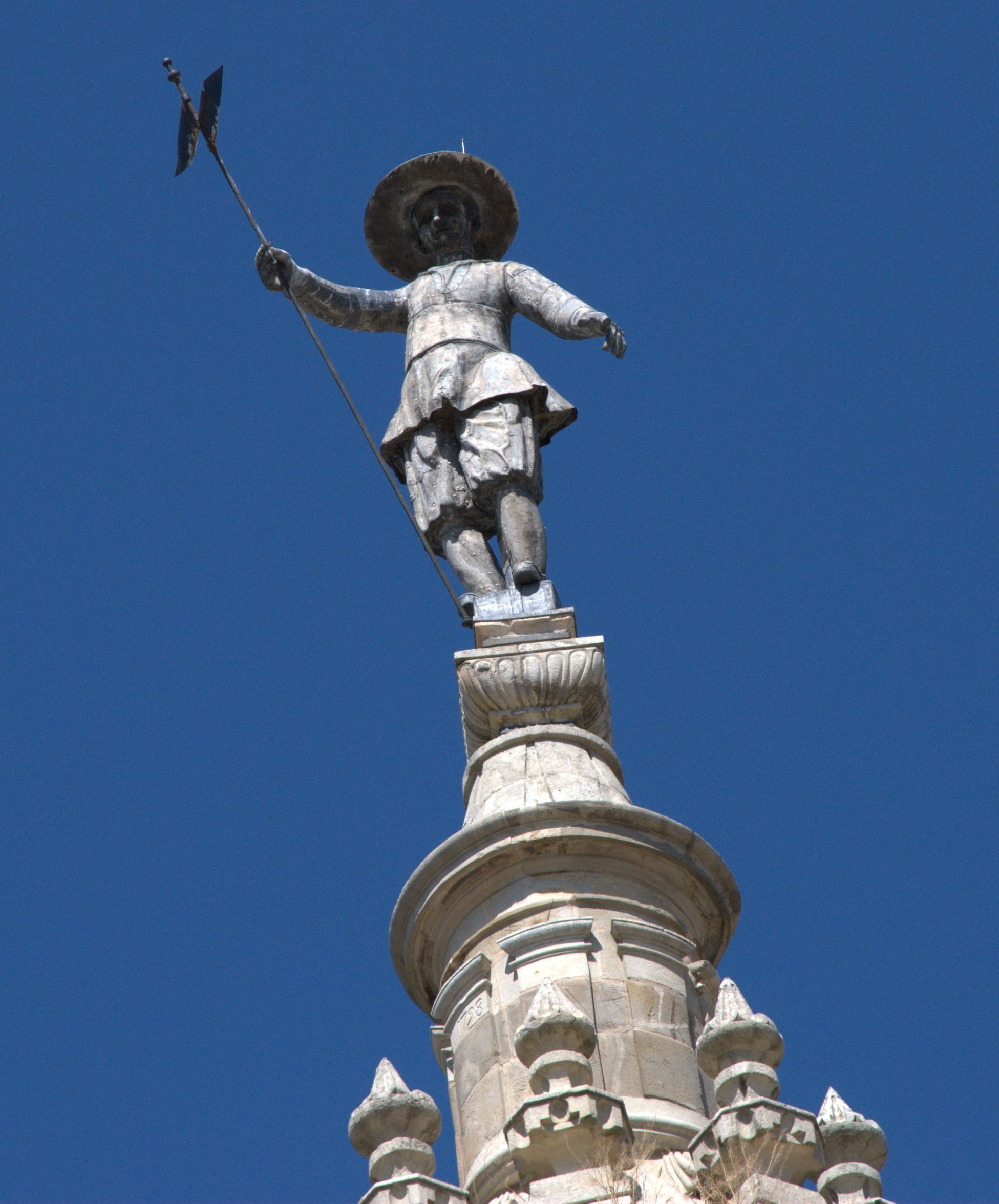
Escultura de Pedro Mato, “el Arriero”, en lo alto de la catedral de Astorga (León, España).
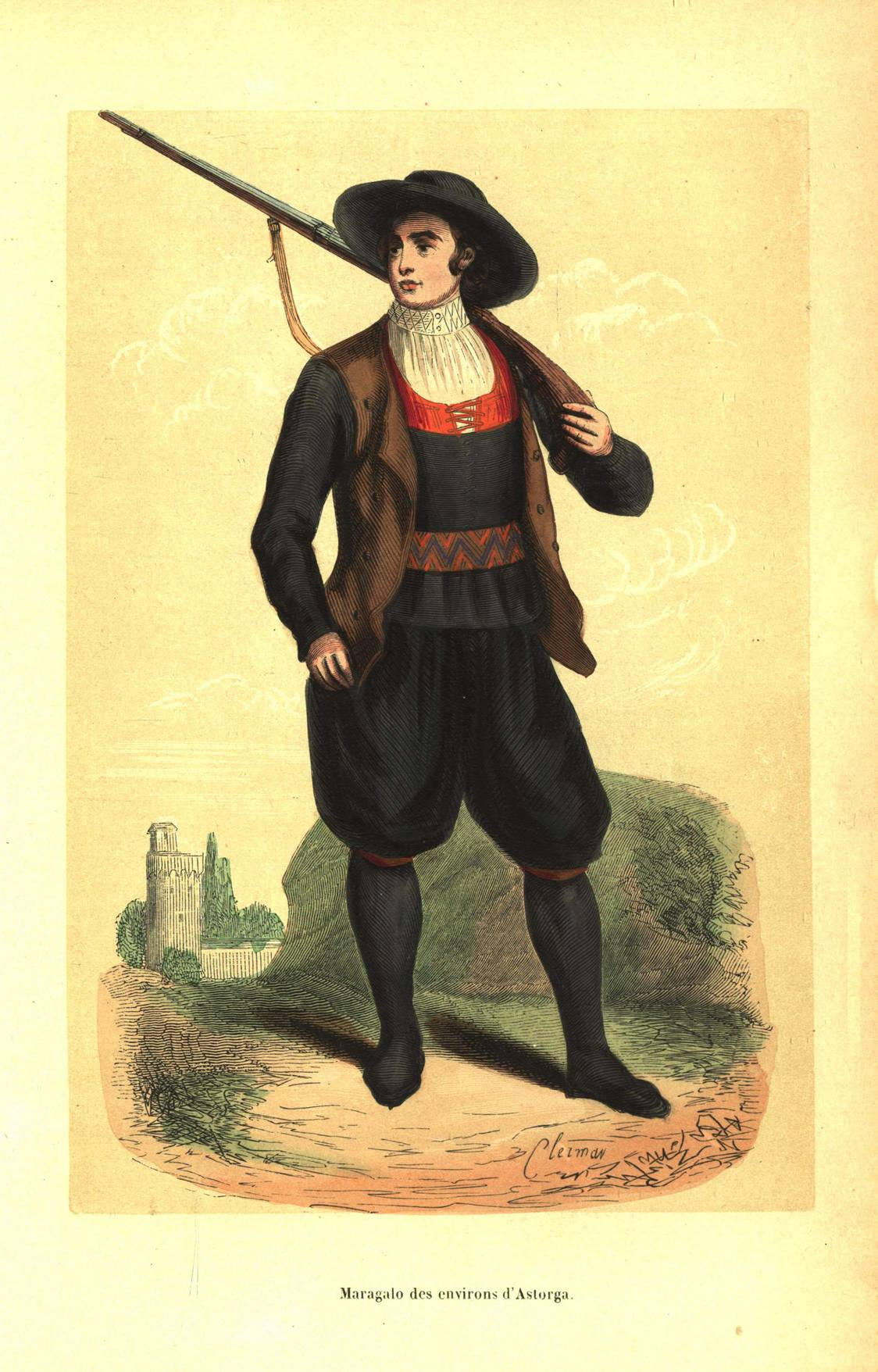
Ilustración de un maragato a mediados del siglo xix.

Ya en el siglo xvi, sus recuas de mulos abastecían los entonces importantes mercados leoneses de Villalón, Medina de Rioseco y La Bañeza y de Benavente en Zamora. En principio, los arrieros maragatos compaginaron la actividad comercial con sus trabajos agrícolas o de producción textil de mantas y tejidos en los telares domésticos. Pero pronto quedó el campo y su escaso fruto en manos de las mujeres de la casa, concentrándose los telares en localidades concretas del «oriente maragato y la vecina comarca de La Sequeda».
Pero su mayor expansión y reconocimiento no llegó hasta el siglo xviii, ganando privilegios y categoría gremial, formando grandes caravanas de numerosas recuas servidas por criados. Convertidos casi en el monopolio del transporte del pescado a la Corte y los grandes mercados de la Meseta, los arrieros maragatos aprovechaban el viaje de regreso para llevar a la zona septentrional occidental paños, jabón y sobre todo aceite. Todavía en el siglo xix se les podía distinguir en los mercados madrileños por su peculiar indumentaria oscura, formando corros en los mesones de la calle de Segovia.

### Lostrajinerosde Cataluña
La figura del arriero y el carretero en Cataluña se sintetizan en el tradicional gremio de trajineros. La localidad de Igualada, en la provincia de Barcelona, celebra desde 1822 cada inicio de año la fiesta y cabalgata de trajineros (conocida como «els Tres Tombs» (las tres vueltas), en memoria de los arrieros de la comarca de Noya y del Antiguo Gremio de Traginers de Igualada.

### Museos
En España, la arriería y su tesoro etnográfico están presentes en muchas de las instituciones museísticas dedicadas a la antropología y el folclore, con casos específicos como, por ejemplo, el Museo del Arriero de la colección Antoi Ros i Vilarrubias (1942-1994), en Igualada (Cataluña), y el Museo de la Arriería Maragata en Santiago Millas (León).

### En el refranero
Con ligeras variantes, el refrán más popular es el que dice arrieros somos y en el camino nos encontraremos, una especie de contraseña donde el aspecto descriptivo de la profesión parece hacer una advertencia sobre la filosofía más profunda del gremio de arriería. El análisis parémico del Centro Virtual Cervantes advierte sobre las «claves de reciprocidad y destino» que sugiere el refrán. El mensaje, al usar el refrán en cualquier contexto, es de clara advertencia: «en el camino de la vida todos somos iguales, si hoy me niegas tu ayuda, tarde o temprano lo lamentarás».

### Los arrieros del Quijote
Personajes habituales en la novela cervantina, los arrieros que corean las aventuras del Ingenioso hidalgo Don Quijote de la Mancha suelen ser de Yanguas o de Arévalo, quizá por algún secreto capricho del escritor o bien por la importancia que tuvieron esas localidades en el comercio de su época. Los primeros arrieros aparecen ya en el capítulo III, en la venta en la que Alonso Quijano se pasa la noche velando armas y repartiendo golpes entre los infelices arrieros, que acabarían arrojandole una lluvia de piedras.
Los de Yanguas, enunciados ya en el título como «desalmados yangüeses», aparecen en el capítulo XV de esa primera parte del libro, y los morañeses en el siguiente capítulo.

## En Colombia

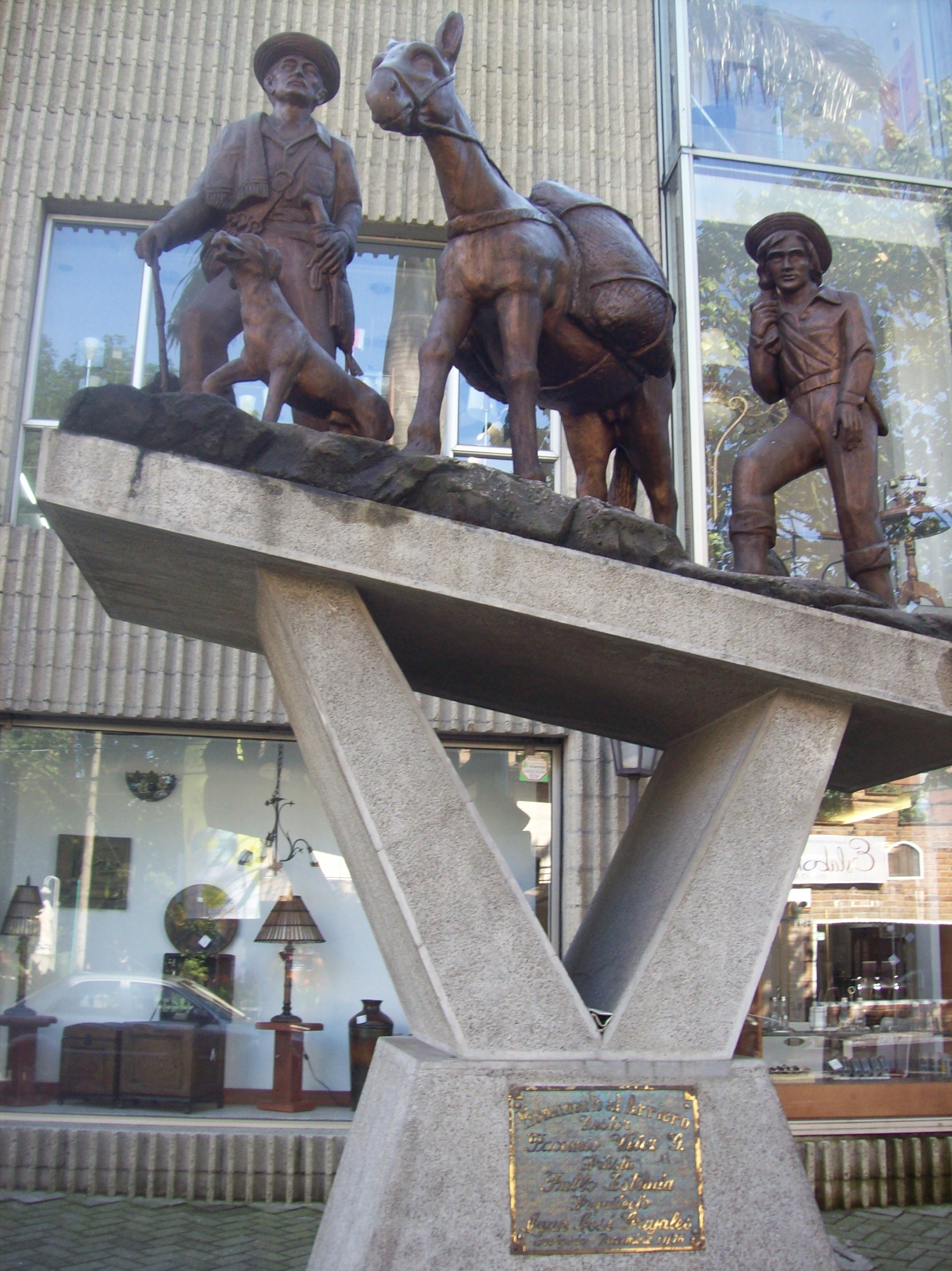
Monumento al arriero, obra de Pablo Estrada, en Envigado.

En Colombia, son típicos de los departamentos de Antioquia, Caldas, Risaralda y  Quindío, que sostuvieron la economía especialmente el sector cafetero, de esta región durante varios siglos y colonizaron parte del territorio nacional, la llamada región paisa, en las épocas comprendidas entre el siglo XVIII y el siglo XX, y aún en la actualidad, siglo XXI. Entre las obras artísticas dedicadas a la arriería en Colombia pueden citarse el Monumento al Arriero, obra realizada en piedra y bronce por el escultor antioqueño Oscar Rojas. 
El arriero paisa, provisto de carriel, machete, sombrero y ruana, acompañado de su mula, se ha convertido en el principal símbolo de los antioqueños. 

### Atuendo del arriero paisa
El atuendo del arriero típico colombiano, consta principalmente de (ver "Atuendos del paisa" en el siguiente pie de página:)
- Alpargatas o cotizas: Sandalias, fabricadas algunas de fique, de tela burda o lona resistente y otras de cuero oscuro.
- Poncho o mulera: Retazo de tela rectangular, generalmente blanco y con bordados lineales similar a la ruana, pero de tela suave, usualmente lo doblan en cuatro secciones y es utilizado por el arriero para proteger su rostro y su cuello del frío, se usa, y de allí proviene el nombre de mulera, para cegar a la mula mientras se carga tapándole el rostro a través del orificio que posee la prenda colgándola de las orejas, para evitar que la mula se arisque durante el amarre de la carga o en el momento del herrar.
- Ruana: Tipo de poncho de dimensiones mayores, utilizado para cubrirse el pecho y la espalda. Es una prenda de forma cuadrada o rectangular, con un agujero en el centro para meter la cabeza y luego cubrir el cuerpo desde el cuello hacia abajo. Fundamentalmente para protegerse del frío.
- Tapapinche o paruma: Especie de delantal grueso de cuero o lona, utilizado para proteger el pantalón y cubrir el "'pinche'" (nombre dado por los arrieros al pene), que usualmente se encontraba fuera de sus pantalones para poder continuar la travesía mientras miccionaba, de ahí el dicho 'andando y miando'. Este pequeño delantal es típico e imprescindible para muchas labores de arriería. Se sujeta en la cintura con una correa delgada y cae hasta un poco más abajo de la rodilla. Generalmente es de color blanco, sin adornos y con un bolsillo central para echar los clavos o la herramienta en el momento de la herrada.
- Sombrero aguadeño: es un sombrero tradicional fabricado de la palma de la iraca o palma toquilla en la Región Paisa.
- Zurriago: Es el látigo con que se azuza, zurra o estimula la mula o el animal carguero para continuar el paso, instrumento de madera con un látigo en la punta.
- Machete o peinilla.
- Carriel: Especie de bolso de cuero, colgado del hombro y frecuentemente con insignias en la correa, los más finos elaborados con piel de nutria (hoy día de uso prohibido), prenda indispensable para cargar elementos esenciales como elementos de uso personal, incluso el dinero, y hoy día símbolo muy exclusivo de la vestimenta de los paisas.
- Raboegallo: pañuelo de seda o satín rojo que se amarra al cuello como corbata y con el fin de proteger la parte posterior del cuello del sol.

### La Mulada

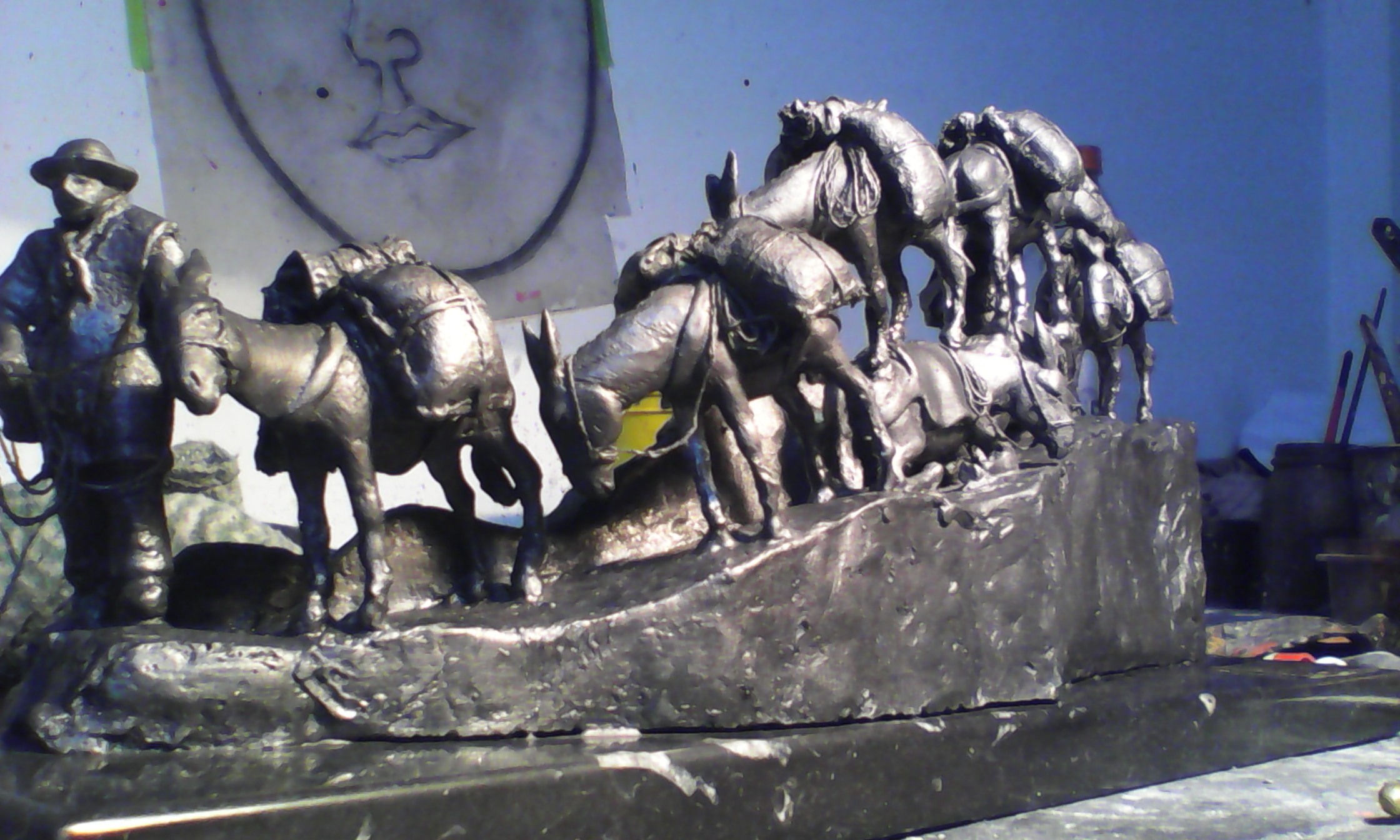
Arrieros en Colombia. Escultura paisa de Esperanza Torres.

Cada año se realiza en Antioquia un característico evento masivo de arriería de la cultura regional, denominado "La Mulada". Constituye un acontecimiento raizal, similar a la charrería en México o la tradición gaucha en Brasil, Argentina, Paraguay y Uruguay.
Durante La Mulada, desde varias ciudades y poblaciones paisas se reúnen cientos de arrieros con sus miles de mulas, y caminan con ellas durante 11 días por todo el territorio hasta llegar finalmente a Medellín, donde celebran sus tradiciones y recuerdos. En su recorrido, los arrieros reparten comida y regalos a los pobladores de menores recursos que encuentran a su paso. El personaje ficticio Juan Valdez, siempre acompañado de su mula Conchita, es es la representación de un arriero típico transportando con su mula una carga de café. El personaje es la imagen publicitaria de la Federación Nacional de Cafeteros de Colombia que identifica al café de Colombia, y uno de los íconos del país.

## En México

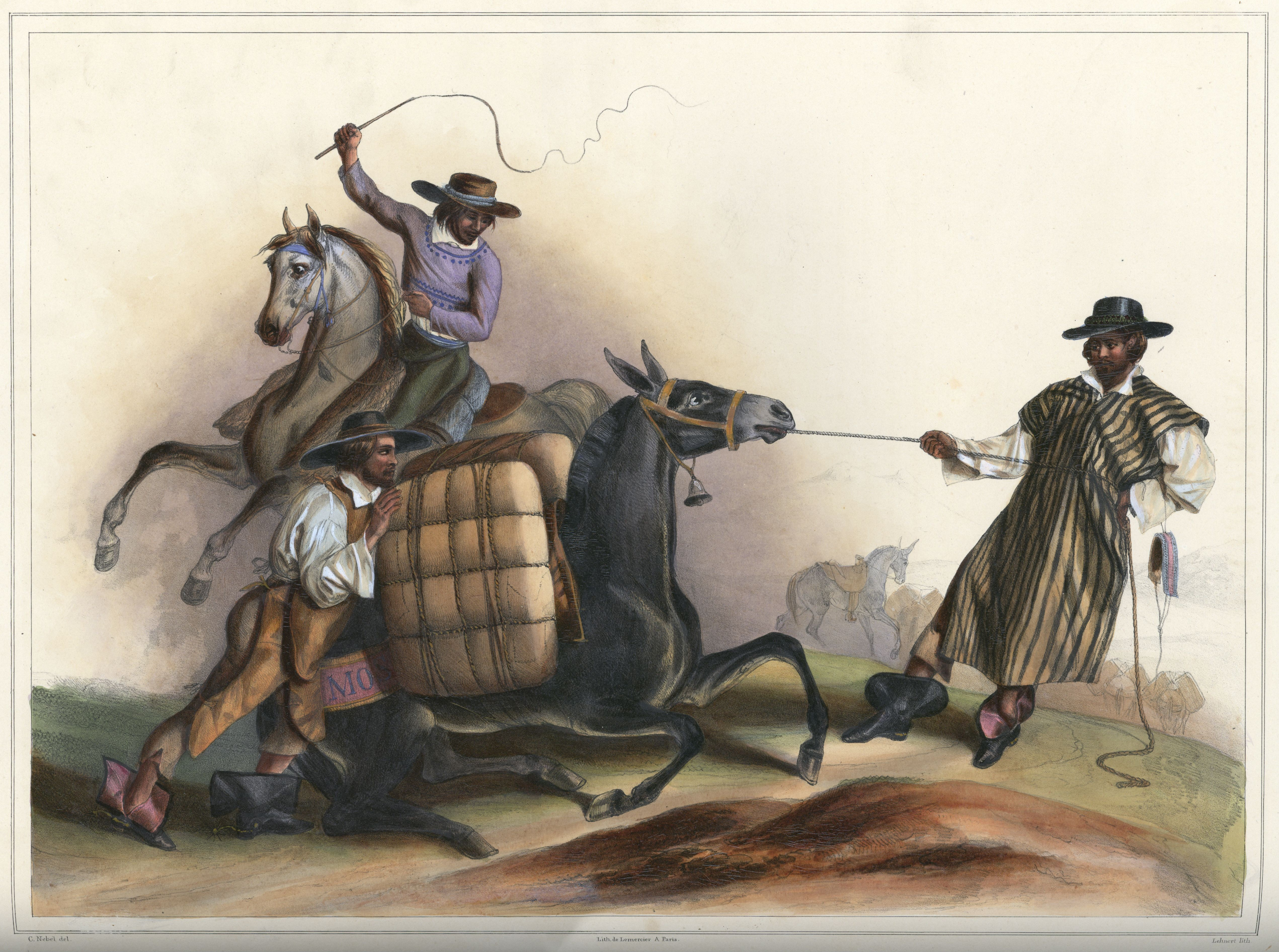
Arrieros mexicanos (1836) por Carl Nebel

También hasta principios del siglo XIX, en la Nueva España, México, el traslado de mercancías a través de zonas montañosas o sin caminos para diligencia, se hacía en recuas de mulas. El arriero era un personaje emblemático del pueblo mexicano, del cual quedan el típico "chiflido" (silbar) de arriero", o dichos como "Arrieros somos y en el camino vamos".[cita requerida]

## En Cuba
Conocido en su origen como harriero, con el mismo oficio que el arriero.

## Platos arrieros
- Arepa de arriero, en Colombia
- Arroz carreteiro, en Brasil
- Bacalao al ajoarriero, en España
- Frijoles Arrieros, en México